# Sofia Bekatorou
Sofia Bekatorou (Athene, 26 december 1977) is een Grieks zeilster.
Bekatorou en Tsoulfa werden van 2000 tot 2003 en met viermaal op rij wereldkampioen. 
Tijdens de Olympische Zomerspelen 2004 in eigen land won Bekatorou samen met Aimilia Tsoulfa de gouden medaille in de 470.
Bekatorou won met andere ploeggenoten olympisch brons in 2008 in de driemansboot Yngling.
Tijdens de openingsceremonie van de Olympische Zomerspelen 2016 mocht Bekatorou als eerste het stadion inlopen omdat zij de vlaggendraagster was van de Griekse ploeg.
Bekatorou bracht in 2021 naar buiten dat zij seksueel misbruikt was door een Griekse official in 1998.

## Resultaten

### Wereldkampioenschappen
| Jaar | Plaats      | Resultaten |
| ---- | ----------- | ---------- |
| 2000 | Balatonmeer | 470        |
| 2001 | Koper       | 470        |
| 2002 | Cagliari    | 470        |
| 2003 | Cádiz       | 470        |

### Olympische Zomerspelen
| Jaar | Plaats         | Resultaten  |
| ---- | -------------- | ----------- |
| 2000 | Sydney         | 14e 470     |
| 2004 | Athene         | 470         |
| 2008 | Qingdao        | Yngling     |
| 2016 | Rio de Janeiro | 18e Nacra17 |

1988: Lynne Jewell / Allison Jolly ·
1992: Patricia Guerra / Theresa Zabell ·
1996: Begoña Vía Dufresne / Theresa Zabell ·
2000: Jenny Armstrong / Belinda Stowell ·
2004: Sofia Bekatorou / Aimilia Tsoulfa ·
2008: Elise Rechichi / Tessa Parkinson ·
2012: Jo Aleh / Polly Powrie ·
2016: Saskia Clark / Hannah Mills ·
2020: Hannah Mills / Eilidh McIntyre